# Calea ferată Timișoara–Cruceni
Calea ferată Timișoara-Cruceni este o magistrală secundară de cale ferată (magistrala CFR 926) care leagă municipiul Timișoara de localitatea Cruceni, în sud-estul județului Timiș. Are o lungime totală de 49 km. 

## Istorie
A fost dată în folosință la data de 31 iulie 1887. La data respectivă lega de Timișoara localitatea Modoș, care din 1919 se află în Serbia.